# أنوشكا شرما
أنوشكا شرما (بالهندية: अनुष्का शर्मा) (مواليد 1 مايو 1988) هي ممثلة وعارضة هندية. بدأت مسيرتها في بوليوود عام 2008 وكان عمرها 19 عامًا، حيث لعبت دور البطولة في فيلم فيلم راب ني بانا دي جودي رفقة شاه روخ خان، الفيلم من إخراج أديتيا شوبرا، الذي أخرج أفلام شهيرة مثل ديلوالي دولهانيا لي جاينجي (1995) وومحاباتن (2000).، حقق راب ني بانا دي جودي نجاحا كبيرا وكان من أعلى الأفلام دخلا لسنة 2008، بعد شاركت أنوشكا في الفيلم الكوميدي شركة النصابين مع شاهد كابور وفي الإخراج لأول مرة، حقق الفيلم نجاحا متوسطا بعدها شاركت أنوشكا ومع نفس شركة الإنتاج ياش راج فيلم وفي إطار عقد 3 أفلام مع الشركة فيلم باند باجا بارات مع الوافد الجديد رانفير سينغ وتقمصت دور شروتي كاكار منسقة الأعراس حقق الفيلم نجاحا منقطع النظير بسبب التناغم الكبير الذي اشترك فيه طاقم العمل.
ترشحت أنوشكا لجائزة أفضل ممثلة في العديد من مهرجانات الجوائز، بعد سنتين وأخيرا فازت بجائزة أفضل ممثلة مساعدة عن فيلمها الثاني مع شاروخان والخامس مع شركة ياش راج جاب تاك هاي جان 2012 وتلقى آداؤها إعجاب النقاد، فقد جسدت دور أكيرا الفتاة المستقلة والطموحة. سنة 2014 كانت سنة كبيرة لدى أنوشكا حيث إشتركت مع عامر خان لأول مرة في الفيلم الأعلى دخلا في تاريخ بولييود بي كي من إخراج راجكومار هيراني. بعدها دخلت أنوشكا مجال الإنتاج سنة 2015 بإنتاجها لفيلها الأول والذي لعبت فيه دور البطولة NH10 الذي نجح بشكل كبير وفازت أنوشكا عنه بجائزة أفضل فيلم قليل الميزانية لسنة 2015، لعبت أنوشكا دورا صعبا وغير تقليديا لإمرأة تهاجم هي وزوجها من طرف قطاع طرق، وأخرج الفيلم أنوشكا من صورة الفتاة الأنيقة بل جعلها ممثلة تستطيع تجسيد أي دور، وشاركت في فيلم سلطان 2016
مع سلمان خان

## خلفية
ولدت أنوشكا شرما لأسرة عسكرية في بنجالور، والدها العقيد أجاي كومار شرما وهو ضابط في الجيش ووالدتها أشيما شرما وهي ربة بيت. كان لديها شقيق أكبر يدعى كارنيش الذي كان لاعب الكريكيت على مستوى الدولة، والآن في البحرية التجارية.
درست في مدرسة الجيش وتخرجت من كلية جبل الكرمل تخصص فنون، بنجالور.
تقول شرما أنها لم لم تفكر يوما حينما كانت عارضة أن تدخل عالم التمثيل ولكن بعد دخولها له قالت أنها أحبت عالم التمثيل أكثر من عالم عرض الازياء.
بدأت مهنة عرض الأزياء في أسبوع الموضة «لكمي» كعارضة أزياء في عرض ويندل رودركس وأختيرت لكى تكون عارضة أزياء رودركس النهائي في ربيع صيف 2007، ومنذ ذلك الحين قامت بعمل إعلانات للحرير ومجوهرات نثيلا وفيات باليو.

## أفلامها
قامت أنوشكا حتى الآن بعمل العديد من الأعمال، وأول دور تمثيل قامت به كان في أديتيا شوبرا (راب ني بانا دي جودي -2008) مع شاروخان، والفليم حقق نجاحا كبيرا.،
وثاني أفلامها كان مع شاهيد كابور (بادماش كمبني) (2010)، وثالث فيلم لها كان (باند باجا بارات) مع الممثل الجديد آنذاك رانفير سينغ والفيلم من إخراج مانيش شرما، وهذا الفيلم حقق نجاحا كبيرا، وقد فازت أنوشكا بجائرة أفضل ممثلة عن دورها في هذا الفيلم، وفازت أيضا بجائزة أفضل ثنائي مع الممثل رانفير سينغ، وتقول أنوشكا: أن فيلم باند باجا بارات هو أفضل عمل لها وقد أحب الناس شخصيتها في الفيلم (شروتي كاكر)، وبلغ تقييم هذا الفليم 7.3 وهذا أعلى فيلم تقييما بين أفلام أنوشكا الخمسة.
ورابع أفلامها كان مع أكشاي كومار والفيلم بعنوان بيت التمرد (بتيلا هاوس) (2011)
و الفيلم الخامس لانوشكا - هو (السيدات ضد ريكي باهل) مع الممثل رانفير سنيغ والفليم من إخراج مانيش شرما -نفس الممثل ونفس المخرج ونفس فريق العمل لفليم (باند باجا بارات),
والفيلم السادس لانوشكا مع شاروخان وكاترينا كايف ((جاب تاك هاي جان)).
و الفيلم السابع لأنوشكا Matru Ki Bijlee Ka Mandola مع عمران خان.
و الفيلم الثامن لأنوشكا بي كيه مع عامر خان 2014.
و الفيلم التاسع لأنوشكا nh10.
و الفيلم العاشر لأنوشكا Bombay velvet مع رانبير كابور 2015
و الفيلم الحادي عشر لأنوشكا dill dhadakne do مع فرحان اختر ' بريانكا شوبرا' انيل كابور ورانفير سينغ 2015
و من أبرز أفلامها هذا العام فيلم pk مع عامر خان وتصدر البوكس أوفس الهندي وحقق 120 مليون دولار أمريكي
و أيضأ لديها بعض الأعمال المهمة في قادم السنوات...

## قائمة أفلامها
| العام | فيلم                   | دور                    | البطل                    | ملاحظات |
| ----- | ---------------------- | ---------------------- | ------------------------ | --- |
| 2008  | راب ني بانا دي جودي    | تائاني                 | شاه روخ خان              | رشحت، لجائزة نجمة الشاشة الواعدة الوافدة الجديدة -- اناث رشحت، لجائزة فيلم فير لأفضل امرأة وجه جديد رشحت، لجائزة فيلم فير لأفضل ممثلة |
| 2010  | بادماش كمبني           | بلبل                   | شاهد كابور               | |
| 2010  | باند باجا بارات        | شروتي كاكر             | رانفير سينغ              | فازت بجائزة أفضل ممثلة وجائزة أفضل ثنائي مع الممثل رانفير سبنغ والفيلم أعلى تقييما بين أفلامها أفضل فيلم لدي أنوشكا شرما              |
| 2011  | بتيلا هاوس             | سميران                 | أكشاي كومار              | |
| 2011  | السيدات ضد ريكي باهل   | إشيكا باتل             | رانفير سينغ              | |
| 2012  | جاب تاك هي جان         | أكيرا                  | شاروخان وكاترينا كيف     | |
| 2013  | مترو كي بجلي كا مندولا | بجلي مندل              | عمران خان                | |
| 2014  | بي كيه                 | Jagat Janani / Jaggu   | عامر خان                 | |
| 2015  | إن إتش10               | ميرا                   | نيل                      | |
| 2015  | بومباي المخملية        | روزي                   | رانبيركابور / كاران جوهر | |
| 2015  | Dil Dhadakne Do        |                        | فرح علي                  | |
| 2016  | "نحن سعداء"            | الصوت                  |                          | فيديو موسيقي |
| 2016  | سلطان                  | عارفة حسين             |                          | |
| 2016  | آي ديل هاي مشكل        | ألزيه خان              |                          | |
| 2017  | Phillauri              | مجهول                  |                          | |
| 2017  | جاب هاري مت سيجال      | سيجال                  |                          | |
| 2018  | سانجاي                 | ديني دياز (كاتبة سِـيَر) | رانبير كابور             | المصدر: |

## وصلات خارجية
- مقالات تستعمل روابط فنية بلا صلة مع ويكي بيانات

لا توجد روابط لمواقع التواصل الاجتماعي.